# Langsporig vlieskelkje
Het langsporig vlieskelkje (Hymenoscyphus fastidiosus) is een schimmel behorend tot de familie Helotiaceae. Het leeft saprotroof op afgevallen takjes en kruidachtige stengels.

## Kenmerken
Hymenoscyphus fastidiosus heeft sporen van 26-32 × 4-4,5 µm groot en asci die niet uit haken ontstaan. 

## Verspreiding
In Nederland komt het langsporig vlieskelkje uiterst zeldzaam voor.